# Lymantria ossea
Lymantria ossea este o specie de molii din genul Lymantria, familia Lymantriidae, descrisă de Lambertus Johannes Toxopeus 1948 Conform Catalogue of Life specia Lymantria ossea nu are subspecii cunoscute.